# سري ريدي
سري ريدي (بالهندية: श्री रेड्डी؛ بالإنجليزية: Sri Reddy) هي مذيعة أخبار وممثلة هندية، ولدت في 12 يونيو 1990 في فيجاياوادا في الهند.